# 上蓬萊橋
上蓬萊橋（かみほうらいばし）は福島県福島市の阿武隈川に架かる福島市道金沢立子山線の道路橋である。

## 概要

### この橋のデータ
- 全長：190 m
  - 主径間：117.6 m
- 形式：上路式鋼ローゼ橋[1]
- 竣工：1981年5月[2]

### 概要の詳細
福島市南部の阿武隈川に架かり、西詰は松川町金沢、東詰は立子山に位置する。全長190 mの上路式ローゼ橋であり、石川島播磨重工業により施工され1981年5月に竣工した。当橋梁の開通により、国道4号福島南バイパスと国道114号の連絡が強化された他、国道114号と福島県立医科大学附属病院の連絡が容易になったことで、周辺地域だけでなく阿武隈山地の町村や相双地域の救急医療体制の強化にも繋がった。
川面から約60 mの高所にかかっており、眼下に名勝阿武隈峡の渓谷美を見ることができ、秋には紅葉が美しい。そのため、福島市内の学校の遠足の名所にもなっている。西側のたもとにはレストハウス（現在は閉鎖されている）の駐車場が整備されており、渓谷を巡る遊歩道の起点となっている。転落事故や自殺、ゴミのポイ捨てなどが問題になっていたことから2009年、身を乗り出すことが出来ないよう、欄干に高さ2.5 mの内側に傾斜のついている金属製のフェンスが取り付けられた。
旧来はこの橋の真下にある鮎滝渡船場で阿武隈川を渡るルートを奥州街道八丁目宿から分岐した相馬街道が通っていたが、上流に逢隈橋が開通したことにより1875年に渡船場が廃止、以後当橋が開通するまで100年以上に渡り当地を渡河することはできなかった。

## 周辺
- 上館八幡神社
- 鮎滝渡船場跡（国指定史跡）

## 阿武隈川の隣の橋
- （上流）逢隈橋 - 上蓬萊橋 - 蓬萊橋（下流）